# 布奇·哈蒙
小克勞德·「布奇」·哈蒙（英語：Claude "Butch" Harmon Jr.，1943年8月24日—），美國高爾夫球教練、前職業球員，其父親老克勞德·哈蒙是1948年美國名人賽冠軍。布奇自1965年已經入行，他在2003年被《高爾夫文摘》評為美國最好的高爾夫球教練，多位高爾夫球界的明星，包括老虎伍茲、菲爾·米克森、格雷格·諾曼、里奇·福勒等都曾經向他拜師學藝。

## 外部連結
- Butch Harmon School of Golf （页面存档备份，存于）